# День схватки
День схватки (англ. Day of the Fight) — короткометражный документальный фильм. Первая режиссёрская работа Стэнли Кубрика. Основан на фоторепортаже, который он снял двумя годами ранее для журнала Look. Фильм финансировался самим Кубриком.

## Сюжет
Главному герою фильма, находящемуся на пике своей карьеры ирландскому боксёру в среднем весе Уолтеру Картье, предстоит сразиться на ринге с Бобби Джеймсом — боксёром в той же весовой категории. Фильм повествует об этом дне (17 апреля 1950 года), от утренней мессы до вечернего матча.
Уолтер завтракает в своей квартире на Западной 12-й улице в Гринвич-Виллидж. После завтрака он посещает мессу, затем отправляется обедать в любимый ресторан. В 16:00 он собирает вещи для боя. В 20:00 он ждет в своей раздевалке. Там он психологически настраивается на бой. В 22:00 начинается боксёрский поединок. Уолтер Картье выходит на ринг против Бобби Джеймса и после двух раундов одерживает победу.

## В ролях
| Актёр            | Роль |
| ---------------- | ---- |
| Дуглас Эдвардс   |      |
| Винсент Картье   |      |
| Уолтер Картье    |      |
| Нат Фляйшер      |      |
| Бобби Джеймс     |      |
| Стэнли Кубрик    |      |
| Александр Сингер |      |
| Джуди Сингер     |      |